# Distretti di Barcellona

I dieci distretti di Barcellona

La città spagnola di Barcellona si divide amministrativamente in dieci distretti, ciascuno dei quali è amministrato da consiglieri nominati dal Consiglio Comunale centrale.
Ognuno dei distretti ha propri poteri sulla realizzazione delle infrastrutture e sull'urbanistica dell'area.
L'attuale divisione venne approvata nel 1984.
A oggi il distretto più densamente popolato è quello dell'Eixample, mentre il più esteso è quello di Sants-Montjuïc, anche se il più noto (in quanto centro storico della capitale catalana) è senza dubbio il primo distretto: Ciutat Vella.

## I dieci distretti di Barcellona
| Numero | Distretto           | Mappa | Area (km²) | Popolazione | Densità (ab/km²) | Quartieri | Quartieri | Consigliere delegato              |
| ------ | ------------------- | ----- | ---------- | ----------- | ---------------- | --- | --------- | --------------------------------- |
| 1      | Ciutat Vella        |       | 4,11       | 103 429     | 25 159,09        | La Barceloneta, Barri Gòtic, Sant Pere, Santa Caterina i la Ribera, El Raval |           | Jordi Rabassa (Barcelona en Comú) |
| 2      | Eixample            |       | 7,46       | 265 910     | 35 625,67        | L'Antiga Esquerra de l'Eixample, La Nova Esquerra de l'Eixample, Dreta de l'Eixample, Sant Antoni, Sagrada Família, Fort Pienc |           | Pau Gonzàlez (Barcelona en Comú)  |
| 3      | Sants-Montjuïc      |       | 22,68      | 184 091     | 8 118,32         | Sants, Hostafrancs, La Bordeta, El Poble-sec, Font de la Guatlla, Sants-Badal, La Marina del Prat Vermell, La Marina de Port, Zona Franca, Montjuïc |           | Marc Serra (Barcelona en Comú)    |
| 4      | Les Corts           |       | 6,02       | 81 974      | 13 607,11        | Les Corts, La Maternitat i Sant Ramon, Pedralbes |           | Joan Ramon Riera (PSC)            |
| 5      | Sarrià-Sant Gervasi |       | 19,91      | 149 260     | 7 497,11         | Sarrià, Sant Gervasi, Vallvidrera, Tibidabo i les Planes, Les Tres Torres, Sant Gervasi-Galvany, El Putxet i el Farró, Sant Gervasi - La Bonanova |           | Albert Batlle (PSC)               |
| 6      | Gràcia              |       | 4,19       | 121 798     | 29 082,62        | Vila de Gràcia, Camp d'en Grassot i Gràcia Nova, La Salut, El Coll, Vallcarca i els Penitents |           | Eloi Badia (Barcelona en Comú)    |
| 7      | Horta-Guinardó      |       | 11,96      | 171 495     | 14 342,64        | El Baix Guinardó, Can Baró, El Carmel, La Font d'en Fargues, El Guinardó, Horta, La Clota, Montbau, Sant Genís dels Agudells, La Teixonera, La Vall d'Hebron                                                                                              |           | Rosa Alarcón (PSC)                |
| 8      | Nou Barris          |       | 8,05       | 170 669     | 21 198,48        | Can Peguera, Canyelles, Ciutat Meridiana, La Guineueta, Porta, La Prosperitat, Les Roquetes, Torre Baró, La Trinitat Nova, El Turó de la Peira, Vallbona, Verdum, Vilapicina i la Torre Llobeta                                                           |           | Xavier Marcé Carol (PSC)          |
| 9      | Sant Andreu         |       | 6,59       | 149 821     | 22 724,25        | Sant Andreu del Palomar, La Sagrera, Trinitat Vella, Baró de Viver, Bon Pastor, Navas, El Congrés i els Indians |           | Lucía Martín (Barcelona en Comú)  |
| 10     | Sant Martí          |       | 10,39      | 238 315     | 22 943,58        | El Clot, El Camp de l'Arpa del Clot, La Verneda i la Pau, El Parc i la Llacuna del Poblenou, Provençals del Poblenou, Poblenou, El Besòs i el Maresme, Sant Martí de Provençals, Diagonal Mar i el Front Marítim del Poblenou, Vila Olímpica del Poblenou |           | David Escudé (PSC)                |

(*) La Zona Franca e Montjuic sono elencati dal Comune di Barcellona come aree di particolare interesse. Tuttavia, i due territori sono assegnati ai quartieri di El Poble-sec (Parque de Montjuic) e la Marina del Prat Vermell (Zona Franca) rispettivamente / scopi amministrativi organizzativi quali aree di censimento, aree delle statistiche di base, quartieri e distretti.

## Storia

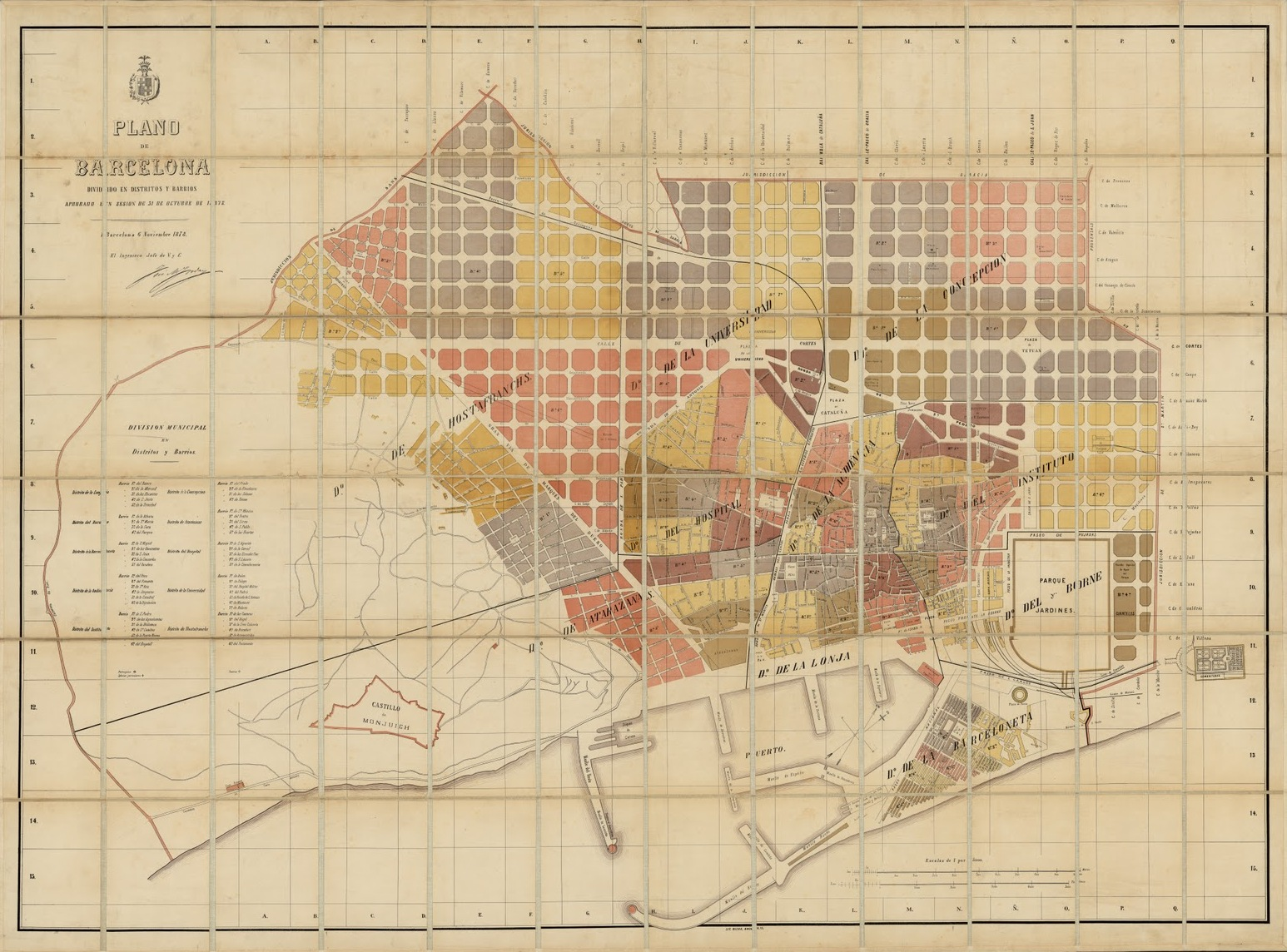
Plano de Barcelona divisa in distretti e approvati nella seduta del 31 ottobre 1878, incisione anonima.

### Le origini
La Barcellona medievale era divisa in cinque «cuarteles» (quarters): Framenors, Pi, Mar, Sant Pere e El Raval (XV secolo). La riforma del 1769, suddivise la città in cinque cuarteles ciascuna suddivisa in otto distretti:
- I-Palau: Portal de Mar, Sombrerers, Llana, Esplanada, Capella d'en Marcús, 1º de la Barceloneta, 2º de la Barceloneta y 3º de la Barceloneta.
- II-Sant Pere: Sant Francesc de Paula, Santa Marta, Santa Caterina, Sant Cugat, Giralt, Molins, Sant Pere y Portal Nou.
- III-Reial Audiència: Oli, Catedral, Sant Felip Neri, Pi, Descalces, Santa Anna, Magdalenes y Sant Gaietà.
- IV-Casa de la Ciutat: Sant Miquel, Mercè, Sant Francesc d'Assís, Caputxins, Ample, Encants, Argenteria y Sants Just i Pastor.
- V-Raval: Santa Mònica, Nou de la Rambla, Sant Agustí, Sant Antoni Abat, Hospital, Sant Llàtzer, Carme y Àngels.

Nel 1847 una nuova riforma suddivise la città nuovamente, in quattro distretti: Lonja, San Pedro, Universidad y San Pablo. Più tardi, nel 1878, sono stati istituiti i 10 distretti: I-La Barceloneta, II-Borne, III-Lonja, IV-Atarazanas, V-Hospital, VI-Audiencia, VII-Instituto, VIII-Universidad, IX-Hostafranchs y X-Concepción.
Tra la fine del XIX e all'inizio del XX secolo a Barcellona hanno aggiunto diversi comuni limitrofi: nel 1897 Sants, Les Corts, San Gervasio de Cassolas, Gràcia, San Andrés de Palomar e San Martín de Provensals; nel 1904, San Juan de Horta; nel 1921 Sarrià; nel 1924 Collblanc e la Zona Franca; e nel 1943 El Buen Pastor e il Baró de Viver, separati da Santa Coloma de Gramenet.
Nel 1933 una nuova riorganizzazione, con dieci distretti:
- I) - La Barceloneta,
- II) - El Poble-sec y Montjuïc,
- III) - Sarrià, Vallvidrera y Sant Gervasi,
- IV) - Sant Pere y Dreta de l'Eixample,
- V) - El Raval,
- VI) - Esquerra de l'Eixample,
- VII) - Sants, Les Corts y Hostafrancs,
- VIII) - Gràcia,
- IX) - Horta, Sant Andreu del Palomar, Sagrera y Camp de l'Arpa,
- X) - Sant Martí de Provençals, Clot y Poblenou.

Questi distretti sono stati ampliati nel 1949 con altri due: 
- XI) - Les Corts
- XII) - Sagrada Familia.